# Großer Preis von Brasilien 2009
Der Große Preis von Brasilien 2009 (offiziell Formula 1 Grande Prêmio Petrobras do Brasil 2009) fand am 18. Oktober auf dem Autódromo José Carlos Pace in São Paulo statt und war das 16. Rennen der Formel-1-Weltmeisterschaft 2009. Jenson Button sicherte sich seine erste und einzige Weltmeisterschaft.

## Berichte

### Hintergrund
Nach dem Großen Preis von Japan führte Button in der Fahrerwertung mit 14 Punkten vor Rubens Barrichello und mit 16 Punkten vor Sebastian Vettel. Alle drei Fahrer hatten noch Chancen auf den Weltmeistertitel. In der Konstrukteurswertung führte Brawn-Mercedes mit 35,5 Punkten vor Red Bull-Renault und mit 89 Punkten vor Ferrari.
Vor dem Rennwochenende gab es einen Fahrerwechsel: Der beim Großen Preis von Japan verunfallte Timo Glock wurde bei Toyota durch Kamui Kobayashi ersetzt. Dieser gab sein Formel-1-Debüt.
Mit Giancarlo Fisichella und Kimi Räikkönen (jeweils einmal) traten zwei ehemalige Sieger zu diesem Grand Prix an.

### Training
Im ersten freien Training erzielte Mark Webber im Red Bull die schnellste Runde vor Barrichello und seinem Teamkollegen Vettel.
Im zweiten freien Training setzte sich Fernando Alonso an die Spitze des Feldes. Auf Platz zwei und drei folgten Sébastien Buemi und Lokalmatador Barrichello.
Das dritte freie Training am Samstag wurde wegen Regens erst nach 42 Minuten für 18 Minuten gestartet. Einige Minuten vor Schluss wurde es nach einem Unfall von Romain Grosjean abgebrochen. Die schnellste Zeit auf der nassen Strecke erzielte Williams-Pilot Nico Rosberg vor seinem Teamkollegen Kazuki Nakajima. Auf Platz drei folgte Button.

### Qualifying
Das Qualifying bestand aus drei Teilen mit einer Nettolaufzeit von 45 Minuten. Im ersten Qualifying-Segment (Q1) hatten die Fahrer 18 Minuten Zeit, um sich für das Rennen zu qualifizieren. Die besten 15 Fahrer erreichten den nächsten Teil. Das Qualifying fand anfangs unter starkem Regen statt. Bereits nach vier Minuten musste das erste Segment unterbrochen werden, da sich Fisichella im Ferrari im Senna-S gedreht hatte und das Auto abstellen musste. Nachdem die Strecke wieder freigegeben war, war Rosberg Schnellster. Fisichella, Nick Heidfeld, die beiden McLaren-Mercedes von Lewis Hamilton und Heikki Kovalainen und Vettel schieden aus.
Der zweite Abschnitt (Q2) dauerte 15 Minuten. Die schnellsten zehn Piloten qualifizierten sich für den dritten Teil des Qualifyings. Der zweite Abschnitt der Qualifikation musste nach wenigen Minuten unterbrochen werden, nachdem Vitantonio Liuzzi auf der Start- und Zielgeraden abgeflogen war. Nachdem der Regen aufgehört hatte, wurde das Qualifying nach einer guten Stunde fortgesetzt und Rosberg erzielte mit Intermediate-Reifen auf einer abtrocknenden Strecke die schnellste Runde. Neben Liuzzi schieden Button, Grosjean, Jaime Alguersuari und Kobayashi aus.
Der letzte Abschnitt (Q3) ging über eine Zeit von zwölf Minuten, in denen die ersten zehn Startpositionen vergeben wurden. Barrichello sicherte sich bei seinem Heimrennen die Pole-Position vor Webber und Adrian Sutil. Das Qualifying dauerte auf Grund mehrerer Unterbrechungen insgesamt 161 Minuten und war somit das längste Qualifying in der Formel-1-Geschichte. Für Barrichello war es die insgesamt 14. und letzte Pole-Position seiner Karriere.

### Rennen
Das Rennen begann mit einer turbulenten Startphase. Barrichello behauptete die Führung vor Webber. Auf Platz drei hatte sich Räikkönen im Ferrari vorgearbeitet, der seinen Frontflügel während eines Blockademanövers von Webber verlor. Anschließend kam es zu einem Zweikampf zwischen Sutil und Jarno Trulli im Toyota. Trulli kam kurz neben die Strecke und kollidierte anschließend mit Sutil, der darauf die Kontrolle über sein Auto verlor und Alonso abschoss. Nachdem die Piloten aus ihren Autos gestiegen waren, lief Trulli zu Sutil und beschwerte sich bei dem Deutschen. Schon während des Rennens forderte Trulli eine Strafe für Sutil, da die Rennkommissare in der Kollision aber einen normalen Rennunfall sahen, wurde Trulli wegen unangebrachten Verhaltens mit einer Geldstrafe von 10.000 Dollar belegt.
Am Ende der ersten Runde mussten Hamilton, Kovalainen und Räikkönen an die Box. Kovalainen passierte bei seinem Stopp ein Missgeschick, er riss den Tankschlauch von der Tankanlage ab und fuhr mit dem Schlauch weiter. Das Benzin im Schlauch spritzte auf den dahinter fahrenden Räikkönen und erzeugte eine kurze Stichflamme. Räikkönen konnte ohne Probleme weiterfahren und Kovalainen wurde von Brawn-Mechanikern von seinem Tankschlauch befreit.
Auf Grund der Kollision in der ersten Runde musste das Safety-Car auf die Strecke. In der sechsten Runde wurde das Rennen wieder freigegeben und Barrichello behielt seine Führung erneut. Hinter ihm gab es einige Verschiebungen. Der bis dahin drittplatzierte Rosberg wurde von Robert Kubica überholt. Weiter hinten übernahm Button den achten Platz von Grosjean, der wenig später auch von Vettel und Hamilton überholt wurde. Wenig später machte Button mit einem Überholmanöver gegen Nakajima im Senna-S klar, dass er den Weltmeistertitel schon bei diesem Rennen einfahren wollte. Eine Runde später versuchte Button den zweiten Japaner im Feld, Debütant Kobayashi, im Senna-S zu überholen, doch der Neueinsteiger behielt die Position vor Button und konnte ihn trotz mehrerer Attacken weiter hinter sich halten.
An der Spitze konnte sich der leichtere Barrichello nicht mehr als wenige Sekunden von Webber absetzen. In der 21. Runde musste Barrichello schließlich an die Box und übergab die Führung an Webber. Zunächst kam Barrichello vor Vettel zurück auf die Strecke, doch der Deutsche nutzte den Vorteil seiner wärmeren Reifen und ging am Brasilianer vorbei. Kurz darauf rollte Heidfeld aus, da er keinen Sprit mehr hatte. Während Webber sich mit schnellen Runden an der Spitze absetzte, versuchte Button erneut an Kobayashi vorbeizugehen und ging, nachdem ein weiteres Manöver gescheitert war, an dem Toyota-Piloten vorbei. Kurz darauf ging auch Nakajima an Kobayashi vorbei, doch Kobayashi konterte und blieb vor seinem Landsmann.
In der 26. Runde musste auch Webber seinen Boxenstopp absolvieren, doch sein Vorsprung reichte und er behielt die Führung vor Barrichello. In der 28. Runde gab Rosberg mit einem Getriebeschaden an der Box auf. Wenig später schied auch sein Teamkollege Nakajima aus. Nachdem Kobayashi aus der Boxengasse gekommen war, gab es einen Zweikampf der beiden Japaner, bei dem Nakajima seinen Frontflügel verlor und anschließend in einen Reifenstapel krachte. Nakajima blieb unverletzt. Nachdem Button ein Überholmanöver gegen Buemi für sich entschieden hatten, absolvierte auch Vettel seinen ersten Boxenstopp und kam hinter Button zurück auf die Strecke. Währenddessen sanken die Chancen von Barrichello auf einen Heimsieg, da er einen deutlichen Rückstand auf Webber hatte und zudem Kubica zwischen den beiden lag.
Vom Führungstrio kam Webber als letzter an die Box und behauptete seine Führung souverän. Vettel konnte bei seinem zweiten Stopp zwar an Button vorbeiziehen, doch der Brite hatte dennoch die besten Chancen auf den Gewinn der Weltmeisterschaft. Als nur noch wenige Runden zu fahren waren, wurde Barrichello zunächst von Hamilton überholt und musste danach mit einem Reifenschaden einen Boxenstopp absolvieren. Der Brasilianer wurde bei seinem Heimrennen somit wieder vom Pech verfolgt. In der 68. Runde zeigte Kobayashi erneut sein Können, indem er Fisichella im Senna-S überholte.
Schließlich wurde Webber als Erster von Felipe Massa, der die Zielflagge schwenken durfte, abgewunken. Kubica wurde vor Hamilton Zweiter. Weitere Punkte gingen an Vettel, Button, Räikkönen, Buemi und Barrichello.
Mit dem fünften Platz im Rennen gewann Button die Fahrerweltmeisterschaft 2009.

## Meldeliste
| Team                      | Nr. | Fahrer               | Chassis           | Motor                | Reifen |
| ------------------------- | --- | -------------------- | ----------------- | -------------------- | ------ |
| Vodafone McLaren Mercedes | 01  | Lewis Hamilton       | McLaren MP4-24    | Mercedes-Benz 2.4 V8 | B      |
| Vodafone McLaren Mercedes | 02  | Heikki Kovalainen    | McLaren MP4-24    | Mercedes-Benz 2.4 V8 | B      |
| Scuderia Ferrari Marlboro | 03  | Giancarlo Fisichella | Ferrari F60       | Ferrari 2.4 V8       | B      |
| Scuderia Ferrari Marlboro | 04  | Kimi Räikkönen       | Ferrari F60       | Ferrari 2.4 V8       | B      |
| BMW Sauber F1 Team        | 05  | Robert Kubica        | BMW Sauber F1.09  | BMW 2.4 V8           | B      |
| BMW Sauber F1 Team        | 06  | Nick Heidfeld        | BMW Sauber F1.09  | BMW 2.4 V8           | B      |
| Renault F1 Team           | 07  | Fernando Alonso      | Renault R29       | Renault 2.4 V8       | B      |
| Renault F1 Team           | 08  | Romain Grosjean      | Renault R29       | Renault 2.4 V8       | B      |
| Panasonic Toyota Racing   | 09  | Jarno Trulli         | Toyota TF109      | Toyota 2.4 V8        | B      |
| Panasonic Toyota Racing   | 10  | Kamui Kobayashi      | Toyota TF109      | Toyota 2.4 V8        | B      |
| Scuderia Toro Rosso       | 11  | Jaime Alguersuari    | Toro Rosso STR4   | Ferrari 2.4 V8       | B      |
| Scuderia Toro Rosso       | 12  | Sébastien Buemi      | Toro Rosso STR4   | Ferrari 2.4 V8       | B      |
| Red Bull Racing           | 14  | Mark Webber          | Red Bull RB5      | Renault 2.4 V8       | B      |
| Red Bull Racing           | 15  | Sebastian Vettel     | Red Bull RB5      | Renault 2.4 V8       | B      |
| AT&T Williams             | 16  | Nico Rosberg         | Williams FW31     | Toyota 2.4 V8        | B      |
| AT&T Williams             | 17  | Kazuki Nakajima      | Williams FW31     | Toyota 2.4 V8        | B      |
| Force India F1 Team       | 20  | Adrian Sutil         | Force India VJM02 | Mercedes-Benz 2.4 V8 | B      |
| Force India F1 Team       | 21  | Vitantonio Liuzzi    | Force India VJM02 | Mercedes-Benz 2.4 V8 | B      |
| Brawn GP Formula 1 Team   | 22  | Jenson Button        | Brawn BGP 001     | Mercedes-Benz 2.4 V8 | B      |
| Brawn GP Formula 1 Team   | 23  | Rubens Barrichello   | Brawn BGP 001     | Mercedes-Benz 2.4 V8 | B      |

Anmerkungen
1. ↑  Die Startnummern 18 und 19 wurden wegen des Rückzugs des Honda-Teams nicht vergeben. Das Nachfolgeteam Brawn GP bekam als Neuling traditionell die letzten Startnummern, das Team Force India rückte aus Marketinggründen nicht auf.

## Klassifikationen

### Qualifying
| Pos. | Fahrer               | Konstrukteur         | Q1       | Q2         | Q3       | Start |
| ---- | -------------------- | -------------------- | -------- | ---------- | -------- | ----- |
| 01   | Rubens Barrichello   | Brawn-Mercedes       | 1:24,100 | 1:21,659   | 1:19,576 | 01    |
| 02   | Mark Webber          | Red Bull-Renault     | 1:24,722 | 1:20,803   | 1:19,668 | 02    |
| 03   | Adrian Sutil         | Force India-Mercedes | 1:24,447 | 1:20,753   | 1:19,912 | 03    |
| 04   | Jarno Trulli         | Toyota               | 1:24,621 | 1:20,635   | 1:20,097 | 04    |
| 05   | Kimi Räikkönen       | Ferrari (K)          | 1:23,047 | 1:21,378   | 1:20,168 | 05    |
| 06   | Sébastien Buemi      | Toro Rosso-Ferrari   | 1:24,591 | 1:20,701   | 1:20,250 | 06    |
| 07   | Nico Rosberg         | Williams-Toyota      | 1:22,828 | 1:20,368   | 1:20,326 | 07    |
| 08   | Robert Kubica        | BMW Sauber           | 1:23,072 | 1:21,147   | 1:20,631 | 08    |
| 09   | Kazuki Nakajima      | Williams-Toyota      | 1:23,161 | 1:20,427   | 1:20,674 | 09    |
| 10   | Fernando Alonso      | Renault              | 1:24,842 | 1:21,657   | 1:21,422 | 10    |
| 11   | Kamui Kobayashi      | Toyota               | 1:24,335 | 1:21,960   | –        | 11    |
| 12   | Jaime Alguersuari    | Toro Rosso-Ferrari   | 1:24,773 | 1:22,231   | –        | 12    |
| 13   | Romain Grosjean      | Renault              | 1:24,394 | 1:22,477   | –        | 13    |
| 14   | Jenson Button        | Brawn-Mercedes       | 1:24,297 | 1:22,504   | –        | 14    |
| 15   | Vitantonio Liuzzi    | Force India-Mercedes | 1:24,645 | keine Zeit | –        | Box   |
| 16   | Sebastian Vettel     | Red Bull-Renault     | 1:25,009 | –          | –        | 15    |
| 17   | Heikki Kovalainen    | McLaren-Mercedes (K) | 1:25,052 | –          | –        | 16    |
| 18   | Lewis Hamilton       | McLaren-Mercedes (K) | 1:25,192 | –          | –        | 17    |
| 19   | Nick Heidfeld        | BMW Sauber           | 1:25,515 | –          | –        | 18    |
| 20   | Giancarlo Fisichella | Ferrari (K)          | 1:40,703 | –          | –        | 19    |

Anmerkungen
(K) = Rennwagen mit KERS
1. ↑  Liuzzi wurde wegen eines Getriebewechsels um fünf Startplätze von 15 auf 20 zurückversetzt, startete jedoch aus der Boxengasse.

### Rennen
| Pos. | Fahrer               | Konstrukteur         | Runden | Stopps | Zeit        | Start | Schnellste Runde |
| ---- | -------------------- | -------------------- | ------ | ------ | ----------- | ----- | ---------------- |
| 01   | Mark Webber          | Red Bull-Renault     | 71     | 2      | 1:32:23,081 | 02    | 1:13,733 (25.)   |
| 02   | Robert Kubica        | BMW Sauber           | 71     | 2      | + 7,626     | 08    | 1:14,155 (38.)   |
| 03   | Lewis Hamilton       | McLaren-Mercedes (K) | 71     | 2      | + 18,944    | 17    | 1:14,345 (59.)   |
| 04   | Sebastian Vettel     | Red Bull-Renault     | 71     | 2      | + 19,652    | 15    | 1:13,890 (59.)   |
| 05   | Jenson Button        | Brawn-Mercedes       | 71     | 2      | + 29,005    | 14    | 1:14,353 (46.)   |
| 06   | Kimi Räikkönen       | Ferrari (K)          | 71     | 2      | + 33,340    | 05    | 1:14,558 (47.)   |
| 07   | Sébastien Buemi      | Toro Rosso-Ferrari   | 71     | 2      | + 35,991    | 06    | 1:14,563 (58.)   |
| 08   | Rubens Barrichello   | Brawn-Mercedes       | 71     | 3      | + 45,454    | 01    | 1:13,950 (20.)   |
| 09   | Kamui Kobayashi      | Toyota               | 71     | 2      | + 1:03,324  | 11    | 1:14,676 (71.)   |
| 10   | Giancarlo Fisichella | Ferrari (K)          | 71     | 1      | + 1:10,665  | 19    | 1:14,931 (55.)   |
| 11   | Vitantonio Liuzzi    | Force India-Mercedes | 71     | 3      | + 1:11,388  | Box   | 1:14,990 (43.)   |
| 12   | Heikki Kovalainen    | McLaren-Mercedes (K) | 71     | 3      | + 1:13,499  | 16    | 1:14,303 (68.)   |
| 13   | Romain Grosjean      | Renault              | 70     | 2      | + 1 Runde   | 13    | 1:14,789 (54.)   |
| 14   | Jaime Alguersuari    | Toro Rosso-Ferrari   | 70     | 2      | + 1 Runde   | 12    | 1:14,861 (59.)   |
| –    | Kazuki Nakajima      | Williams-Toyota      | 30     | 1      | DNF         | 09    | 1:15,073 (21.)   |
| –    | Nico Rosberg         | Williams-Toyota      | 27     | 1      | DNF         | 07    | 1:14,370 (16.)   |
| –    | Nick Heidfeld        | BMW Sauber           | 21     | 1      | DNF         | 18    | 1:14,988 (19.)   |
| –    | Fernando Alonso      | Renault              | 0      | 0      | DNF         | 10    | –                |
| –    | Jarno Trulli         | Toyota               | 0      | 0      | DNF         | 04    | –                |
| –    | Adrian Sutil         | Force India-Mercedes | 0      | 0      | DNF         | 03    | –                |

Anmerkungen
(K) = Rennwagen mit KERS
1. ↑  Kovalainen bekam eine 25-Sekunden-Zeitstrafe und fiel um drei Plätze, von neun auf zwölf, zurück.

## WM-Stände nach dem Rennen
Die ersten acht des Rennens bekamen 10, 8, 6, 5, 4, 3, 2 bzw. 1 Punkt(e).

### Fahrerwertung
| Pos. | Fahrer             | Konstrukteur     | Punkte |
| ---- | ------------------ | ---------------- | ------ |
| 01   | Jenson Button      | Brawn-Mercedes   | 89,0   |
| 02   | Sebastian Vettel   | Red Bull-Renault | 74,0   |
| 03   | Rubens Barrichello | Brawn-Mercedes   | 72,0   |
| 04   | Mark Webber        | Red Bull-Renault | 61,5   |
| 05   | Lewis Hamilton     | McLaren-Mercedes | 49,0   |
| 06   | Kimi Räikkönen     | Ferrari          | 48,0   |
| 07   | Nico Rosberg       | Williams-Toyota  | 34,5   |
| 08   | Jarno Trulli       | Toyota           | 30,5   |
| 09   | Fernando Alonso    | Renault          | 26,0   |
| 10   | Timo Glock         | Toyota           | 24,0   |
| 11   | Felipe Massa       | Ferrari          | 22,0   |
| 12   | Heikki Kovalainen  | McLaren-Mercedes | 22,0   |
| 13   | Robert Kubica      | BMW Sauber       | 17,0   |

| Pos. | Fahrer               | Konstrukteur                   | Punkte |
| ---- | -------------------- | ------------------------------ | ------ |
| 14   | Nick Heidfeld        | BMW Sauber                     | 15,0   |
| 15   | Giancarlo Fisichella | Force India-Mercedes / Ferrari | 8,0    |
| 16   | Adrian Sutil         | Force India-Mercedes           | 5,0    |
| 17   | Sébastien Buemi      | Toro Rosso-Ferrari             | 5,0    |
| 18   | Sébastien Bourdais   | Toro Rosso-Ferrari             | 2,0    |
| 19   | Kazuki Nakajima      | Williams-Toyota                | 0,0    |
| 20   | Nelson Piquet jr.    | Renault                        | 0,0    |
| 21   | Vitantonio Liuzzi    | Force India-Mercedes           | 0,0    |
| 21   | Kamui Kobayashi      | Toyota                         | 0,0    |
| 23   | Romain Grosjean      | Renault                        | 0,0    |
| 24   | Jaime Alguersuari    | Toro Rosso-Ferrari             | 0,0    |
| 25   | Luca Badoer          | Ferrari                        | 0,0    |

### Konstrukteurswertung
| Pos. | Konstrukteur     | Punkte |
| ---- | ---------------- | ------ |
| 01   | Brawn-Mercedes   | 161,0  |
| 02   | Red Bull-Renault | 135,5  |
| 03   | McLaren-Mercedes | 71,0   |
| 04   | Ferrari          | 70,0   |
| 05   | Toyota           | 54,5   |

| Pos. | Konstrukteur         | Punkte |
| ---- | -------------------- | ------ |
| 06   | Williams-Toyota      | 34,5   |
| 07   | BMW Sauber           | 32,0   |
| 08   | Renault              | 26,0   |
| 09   | Force India-Mercedes | 13,0   |
| 10   | Toro Rosso-Ferrari   | 7,0    |